# Jenna Lamia
Jenna R. Lamia (* 2. Mai 1975 in Los Angeles, Kalifornien) ist eine US-amerikanische Schauspielerin, Drehbuchautorin, Filmproduzentin und Synchronsprecherin.

## Leben
Lamia stammte aus Kalifornien. Sie begann ihre Schauspiellaufbahn als Bühnendarstellerin am Broadway in New York City. Dort spielte sie unter anderen im Stück O Wildnis! am Lincoln Center mit. Ihr Filmschauspieldebüt gab sie 1998 in Hi-Life in Manhattan. Es folgten Episodenrollen unter anderen in den Fernsehserien Strangers with Candy, Springfield Story und Law & Order: Special Victims Unit. Von 2000 bis 2002 stellte sie in acht Episoden der Fernsehserie Oz – Hölle hinter Gittern die Rolle der Carrie Schillinger dar. Von 2014 bis 2016 spielte sie die Rolle der Lesley Miller in zehn Episoden der Fernsehserie Awkward – Mein sogenanntes Leben. Seit 2021 stellt sie die Rolle der Judy Cooper in der Fernsehserie Resident Alien dar.
Neben dem Schauspiel ist Lamia seit 2010 als Drehbuchautorin tätig. Sie verfasste das Drehbuch für mehrere Episoden der Fernsehserien 90210, Awkward – Mein sogenanntes Leben und Good Girls. Sie schrieb das Drehbuch für zwei Episoden der Fernsehserie Resident Alien. Ab 2014 fungierte sie zusätzlich als Produzentin und war in verschiedenen Funktionen an mehreren Episoden der Fernsehserien Awkward – Mein sogenanntes Leben, No Tomorrow und Good Girls.
2001 lieh sie ihre Stimme einem Charakter im Kurz-Animationsfilm Corkscrew Hill. Mitte der 2000er Jahre war sie in den Computerspielen SWAT 4, SWAT 4: The Stetchkov Syndicate und Neverwinter Nights 2. Außerdem war Lamia in den Zeichentrickserien Family Guy und Legend Quest: Masters of Myth zu hören.

## Filmografie (Auswahl)

### Schauspiel
- 1998: Hi-Life in Manhattan (Hi-Life)
- 1999: Strangers with Candy (Fernsehserie, Episode 1x01)
- 1999: Springfield Story (Fernsehserie, Episode 1x13213)
- 2000: Brutally Normal (Fernsehserie, Episode 1x06)
- 2000: Law & Order: Special Victims Unit (Fernsehserie, Episode 2x08)
- 2000–2002: Oz – Hölle hinter Gittern (Oz, Fernsehserie, 8 Episoden)
- 2003: Happy End (Nowhere to Go But Up)
- 2004: Without a Trace – Spurlos verschwunden (Without a Trace, Fernsehserie, Episode 2x12)
- 2004: New York Cops – NYPD Blue (NYPD Blue, Fernsehserie, Episode 11x15)
- 2004: The Jury (Fernsehserie, Episode 1x05)
- 2004: Drowning
- 2008: Something’s Wrong in Kansas
- 2009: The Box – Du bist das Experiment (The Box)
- 2010: The Fighter
- 2011: Jimmy Kimmel Live! (Fernsehserie, Episode 9x141)
- 2013: The Call – Leg nicht auf! (The Call)
- 2014–2016: Awkward – Mein sogenanntes Leben (Awkward., Fernsehserie, 10 Episoden)
- 2018: Dirty John (Fernsehserie, Episode 1x06)
- 2021: Small Engine Repair
- 2021–2025: Resident Alien (Fernsehserie)

### Drehbuch
- 2010–2012: 90210 (Fernsehserie, 5 Episoden)
- 2014–2016: Awkward – Mein sogenanntes Leben (Awkward., Fernsehserie, 6 Episoden)
- 2016: No Tomorrow (Fernsehserie, Episode 1x04)
- 2018–2021: Good Girls (Fernsehserie, 6 Episoden)
- 2022: Resident Alien (Fernsehserie, 2 Episoden)
- 2022: Der Exorzismus der Gretchen Lang (My Best Friend’s Exorcism)
- 2024: Ein neuer Sommer (The Perfect Couple, Miniserie, 6 Episoden)

### Produktion
- 2014–2016: Awkward – Mein sogenanntes Leben (Awkward., Fernsehserie, 37 Episoden)
- 2016–2017: No Tomorrow (Fernsehserie, 12 Episoden)
- 2018–2021: Good Girls (Fernsehserie, 38 Episoden)
- 2022: Der Exorzismus der Gretchen Lang (My Best Friend’s Exorcism)
- 2024: Ein neuer Sommer (The Perfect Couple, Miniserie, 6 Episoden)

## Synchronisationen (Auswahl)
- 2001: Corkscrew Hill (Animationsfilm)
- 2005: SWAT 4 (Computerspiel)
- 2005: SWAT 4: The Stetchkov Syndicate (Computerspiel)
- 2006: Neverwinter Nights 2 (Computerspiel)
- 2012: The Polar Bears (Animationsfilm)
- 2016: Family Guy (Zeichentrickserie, Episode 15x01)
- 2019: Legend Quest: Masters of Myth (Zeichentrickserie, 11 Episoden)
- 2022: That’s Messed Up: An SVU Podcast (Podcast, Episode 1x06)